# 페르 게슬레
페르 게슬레(스웨덴어: Per Gessle, 1959년 1월 12일 ~ )는 스웨덴의 팝 싱어송라이터이다. 1986년 마리 프레드릭손과 결성해 2019년 사망 후 해체된 스웨덴 팝 록 듀오 록세트의 남성 반쪽이자 원곡 작사가로 가장 잘 알려져 있다. 이 듀오는 1980년대 후반과 1990년대 초반에 그들의 음반 《Look Sharp!》(1988년)과 《Joyride》(1991년)로 국제적인 성공을 거두었고, 특히 영화 《귀여운 여인》에 참여한 〈It Must Have Been Love〉로 미국에서 4번 차트 정상에 올랐다. 록세트가 형성되기 전에, 그는 질렌 타이더의 프런트맨으로서 스웨덴 본토에서 성공적인 경력을 쌓았다. 이 밴드는 1980년대 초 3개의 1위 음반을 발매하였으나 네 번째 음반 《The Heartland Cafe》(1984년) 이후 해체되었다.

## 사업 생활
게슬레는 악보 작성 프로그램 이고르 라미네버를 발행하는 스웨덴 회사인 노트헤즈를 소유한 세 사람 중 한 명이다(비에른 울바에우스도 포함). 비에른 울바에우스과 함께 그는 틸뢰샌드에 호텔도 소유하고 있다.